# 컷 카피
컷 카피(Cut Copy)는 오스트레일리아의 밴드이다.